# Big Band „Wrocław”
Big Band „Wrocław” – polski big-band wykonujący głównie standardy jazzowe (jazz tradycyjny), a później również jazz nowoczesny. Został założony jesienią 1970 roku we Wrocławiu pod patronatem tamtejszej rozgłośni Polskiego Radia z inicjatywy Włodzimierza Plaskoty.

## Historia
W skład zespołu weszli muzycy grupy Sami Swoi. Big band zadebiutował pod kierownictwem Zbigniewa Piotrowskiego w 1971 roku w warszawskim Konkursie Jazzu Tradycyjnego Złota Tarka z repertuarem jazzu lat 30. i 40. XX wieku. Występował również na innych imprezach jazzowych, m.in. na Studenckim Festiwalu Jazzowym Jazz nad Odrą we Wrocławiu, Festiwalu Artystycznym Młodzieży Akademickiej (FAMA) w Świnoujściu, V Festiwalu Kultury Studentów.
W 1973 roku do zespołu dołączyli muzycy grupy jazzowo-rockowej Spisek Sześciu, co sprawiło, że big band został wzbogacony w zakresie stylu i repertuaru. Zaczął grać także jazz nowoczesny. W tym nowym stylu zaprezentował się na festiwalu Jazz nad Odrą (1973–1975) oraz na Międzynarodowym Festiwalu Muzyki Jazzowej Jazz Jamboree w Warszawie (1973).
Występował też na festiwalach i koncertach za granicą – w Czechosłowacji, Finlandii, NRD. Dokonał także licznych nagrań radiowych. Występował też w telewizji.
Z big bandem współpracowali m.in. tacy muzycy, jak Jan Jarczyk, Zbigniew Namysłowski, Krzysztof Sadowski, Mateusz Święcicki.

## Nagrody
- 1971 – wyróżnienie w Konkursie Jazzu Tradycyjnego Złota Tarka w Warszawie
- 1973 – Główna Nagroda w konkursie jw.
- 1973 – Złoty Medal na festiwalu jazzowym w Przerowie (Czechosłowacja)
- 1973 – tytuł zespołu ekstraklasy europejskiej na festiwalu jw.